# Кевін Луман
Кевін Луман — професор астрономії та астрофізики з Університету штату Пенсільванія. Відомий тим, що відкрив дві зоряні системи, Луман 16 і WISE 0855−0714, які є, відповідно, 3-ю і 4-ю за відстанню від Сонячної системи. Обидві ці системи складаються із субзоряних об'єктів, які належать до категорії коричневих карликів (Луман 16) або навіть менш масивних (WISE 0855−0714) — так званих субкоричневих карликів. Їх також називають «планетами-сиротами» або «об'єктами планетарної маси».
У 1993 році Кевін Луман закінчив Техаський університет зі ступенем бакалавра астрономії та бакалавра фізики. У 1998 році він здобув ступінь доктора філософії в астрономії в Університеті Аризони.

## Відкриття
Луман 16 — подвійна зоря в сузір'ї Вітрил. Перебуває на відстані 6,588 ± 0,062 св. року від Сонця. Відповідно до звичайної практики іменування дуже близьких зірок, відкритих у наш час, її названо на честь першовідкривача.
WISE 0855-0714 (відкриття опубліковано у 2014 році) — зоря в сузір'ї Гідра, що перебуває на відстані 7,27 св.  року від Сонця. Є найхолоднішим масивним об'єктом за межами Сонячної системи, який був сфотографований безпосередньо.
Обидва ці відкриття було зроблено завдяки аналізу даних, отриманих у середньому інфрачервоному діапазоні супутником WISE — місії НАСА, під час якої було складено карту всього неба та виявлено кілька сотень мільйонів зір. Між січнем 2010-го і січнем 2011 року супутник двічі склав карту всього неба, тим самим забезпечивши два набори зображень і координат для кожної зорі. Рухи найближчих зір протягом 6-місячного інтервалу між двома серіями спостережень можна було виміряти, що й дало змогу віднайти ці нові об'єкти.